# Gephyromantis luteus
Gephyromantis luteus is een kikker uit de familie gouden kikkers (Mantellidae). De soort werd voor het eerst wetenschappelijk beschreven door Paul Ayshford Methuen en John Hewitt in 1913. Oorspronkelijk werd de wetenschappelijke naam Mantidactylus luteus gebruikt. De soort behoort tot het geslacht Gephyromantis.

## Leefgebied
De kikker is endemisch in Madagaskar. De soort komt voor in het oosten van het eiland en leeft op een hoogte van tot de 700 meter boven zeeniveau.

## Synoniemen
- Mantidactylus luteus Methuen & Hewitt, 1913